# 労崇光

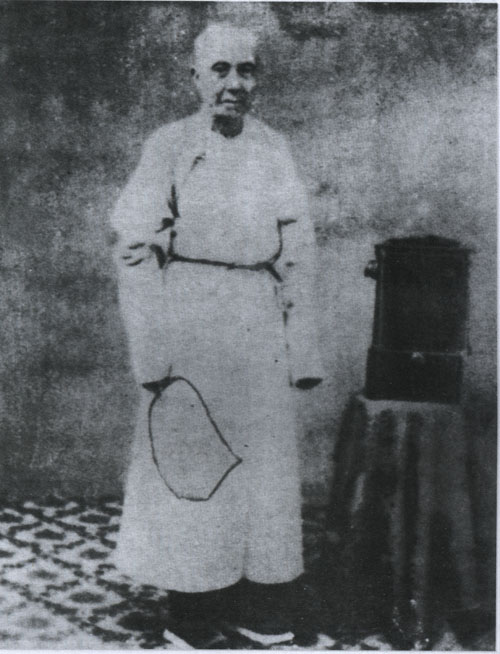
労崇光

労 崇光（ろう すうこう、Lao Chongguang、1802年 - 1867年）は、清の官僚。字は辛陔。湖南省長沙府善化県出身。
1832年、進士となり、庶吉士に選ばれ、編修の職を授かった。1841年、山西省の平陽府知府となった。その後、冀寧道・広西按察使と昇進していった。1849年、湖北按察使となったが、就任前に湖南省で天地会の李沅発の反乱が発生し、広西省に留まって防衛にあたった。
1850年、広西布政使となった。1851年、太平天国の乱が発生すると、欽差大臣サイシャンガ（賽尚阿）の補佐にあたり、広西巡撫に昇進した。その後、陳開・李文茂ら天地会が潯州などを占拠して大成国を建てると、湖南巡撫の駱秉章から蔣益澧率いる湘軍を派遣してもらい、しばしば大成国軍を打ち破った。1859年、広東巡撫となり、両広総督を兼ねた。1861年には潯州に総攻撃をかけ、大成国を滅亡させた。
1863年、雲貴総督となり、岑毓英・馬如龍らとともに雲南省のパンゼーの乱と貴州省の張秀眉率いるミャオ族の反乱に対処した。1867年、在職のまま死去。太子太保と文毅の諡号が贈られた。